# Palacio Loredan dell'Ambasciatore
El palacio Loredan dell'Ambasciatore o palacio Loredan del embajador es un edificio gótico veneciano de finales del siglo XV situado en Venecia, Italia, que perteneció a la familia patricia Loredan. Ubicado en el sestiere o barrio  de Dorsoduro, se denominó "dell'Ambasciatore" porque el dux Francesco Loredan lo ofreció como residencia a los embajadores del Imperio austríaco en la República.

## Historia

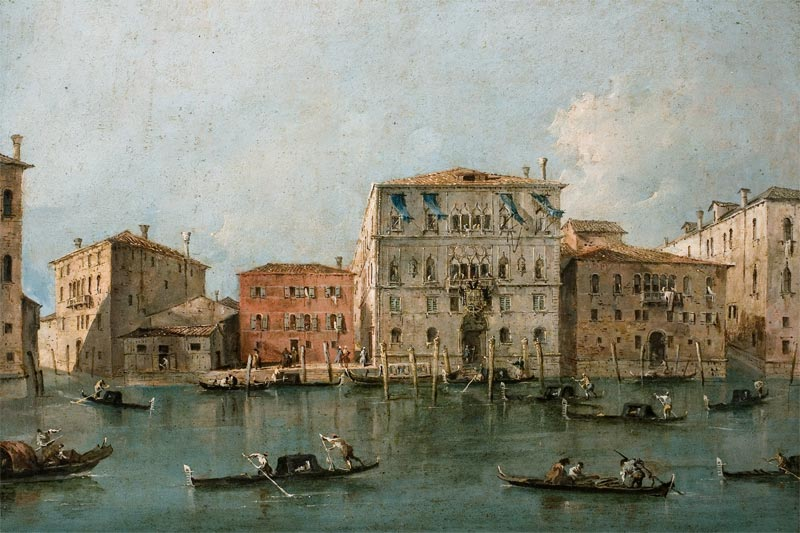
Palacio Loredan dell'Ambasciatore, de Francesco Guardi, Museo Nacional de Gales

Un antepasado de Loredan, Antonio, fue el administrador de Corfú que derrotó a los turcos en 1716, junto con el conde Johann Matthias von der Schulenburg, un general sajón. Después de la batalla, el Conde Schulenburg se instaló dentro del Palacio de Loredan, junto con 25 miembros de su séquito y cuatro gondoleros, y fue conocido por sus ilustres cenas y su admirable colección de arte.
En 1752, otro antepasado, Francesco Loredan, que más tarde sería dux, ofreció el palacio como residencia para el embajador del Sacro Imperio Romano Germánico a cambio de 29 años de restauración. El primer embajador imperial que vivió allí fue el conde Felipe José Orsini-Rosenberg que, tras su llegada a Venecia, se casó con Giustiniana Wynne, amiga íntima de Giacomo Casanova. La pareja residió junta en el Palazzo Loredan dell'Ambasciatore durante los primeros años de su matrimonio.
Actualmente, el palacio Loredan dell'Ambasciatore es propiedad de la familia Gaggia.[cita requerida]